# Iàsnaia Poliana (Beleníkhino)
|  | Per a altres significats, vegeu «Iàsnaia Poliana (Rússia)». |

Iàsnaia Poliana - Ясная Поляна (rus) - és un poble (un khútor) de l'óblast de Bélgorod, a Rússia. El 2010 tenia 37 habitants. Pertany al districte (raion) de Prókhorovka.